# 大象象兜蟲
大象象兜蟲，又名毛象大兜蟲，是金龜科象兜蟲屬的一種。

## 生態
完全變態型的昆蟲，幼蟲為雞母蟲，以腐植質為主食。幼蟲期較其他兜蟲亞科的甲蟲為長，正常時雄蟲2年雌蟲大約1年半，在較炎熱環境下雄蟲的幼蟲期至短為一年半，較涼爽的環境下雄蟲的幼蟲期能來到3年。成蟲以腐爛的水果、樹汁為主食，成蟲壽命約3到6個月。象兜蟲屬的蛹與其他兜蟲不一樣的地方，在於牠們雄蟲的頭角並不會事先用體液充出適當的大小跟型狀，而是等到羽化時才會將頭角伸展開來。跟其他象兜蟲屬的兜蟲一樣，雄性成蟲並不好戰，是極為溫馴的甲蟲。

## 外觀
體表布滿金黃色短毛，容易因為摩擦碰撞而脫落，胸角向前長出。雄蟲體長50~137mm，雌蟲體長50~75mm。

## 分布
分布於中美洲，包括墨西哥、瓜地馬拉、宏都拉斯和巴拿馬的熱帶雨林中

## 亞種
- Megasoma elephas elephas Fabricius, 1775
- Megasoma elephas iijimai Nagai, 2003

1. ↑  .   [2021-08-18]. （原始内容存档于2021-02-25）.